# Bremer Volkshochschule
Die Bremer Volkshochschule (VHS) in Bremen-Mitte, Faulenstraße 69 im früheren, sanierten Bamberger Kaufhaus ist ein öffentlicher Eigenbetrieb der Stadt Bremen.
Als Volkshochschule ist sie eine gemeinnützige Einrichtung zur Kinder-, Jugend- und Erwachsenen-Weiterbildung.

## Geschichte

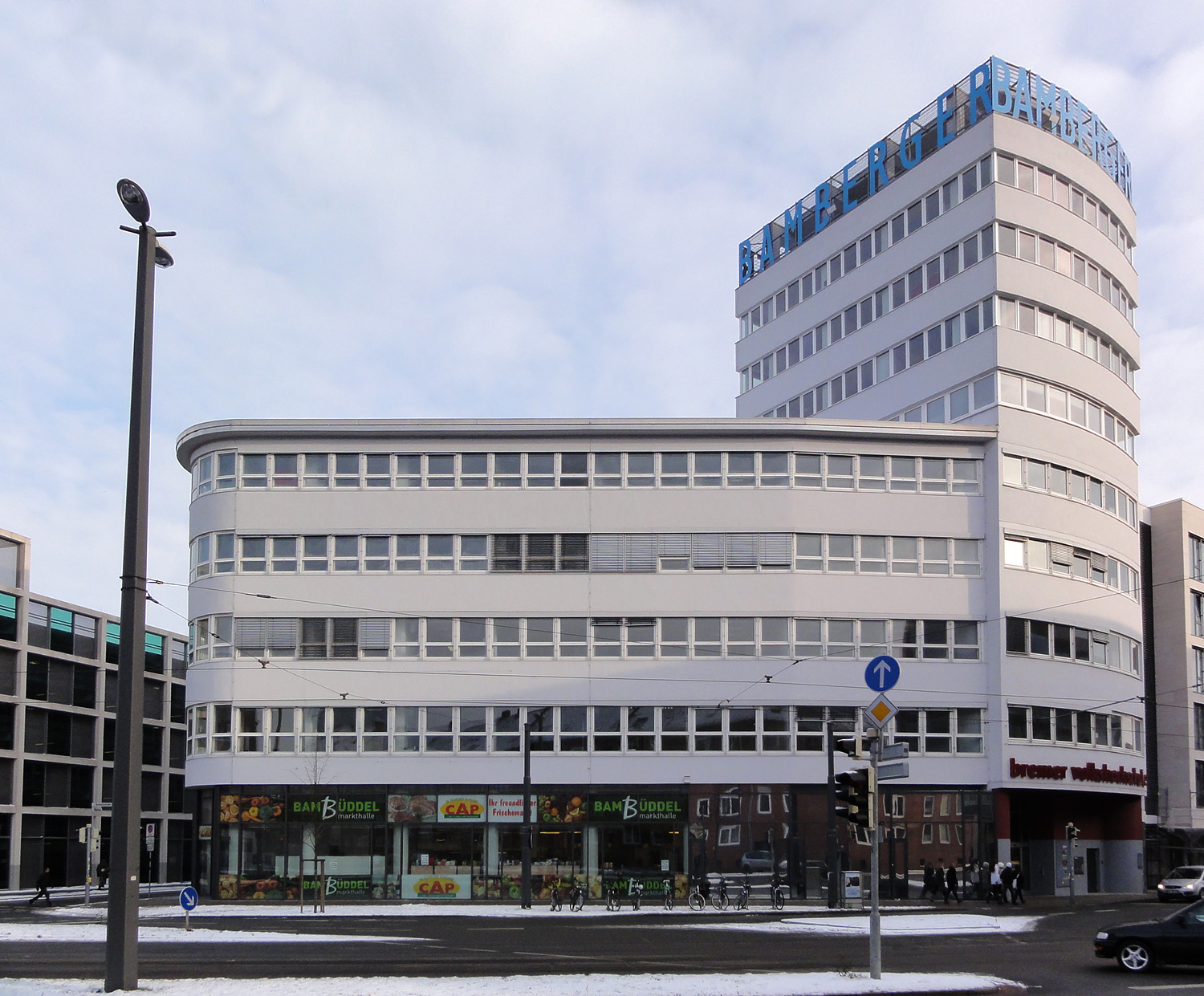
VHS im Bamberger-Haus

Zu den Vorläufern der Volkshochschulen zählt die Bildungsarbeit der Arbeiter- und Handwerker-Bildungsvereine und der Volksbildungsvereine des 19. Jahrhunderts.

Es war Pastor Emil Felden (SPD), Mitglied der Bremischen Bürgerschaft, der nach dem Ersten Weltkrieg anregte eine Volkshochschule zu gründen, nachdem sich im Reich bereits diese Einrichtung an anderen Orten bewährt hatte. Damals war es zunächst auch das Bemühen, die früheren Soldaten an eine Hochschulausbildung heran zuführen. Die Erwachsenenbildung in den Bereichen Politik, Soziale, Wirtschaft und Kultur sollte verbessert werden.
Die erste Bremer Volkshochschule entstand 1919 und sie stand im Zusammenhang mit der Gründung des niedersächsischen Bundes der Volkshochschulen. Am 2. November 1919 wurde im Gewerbehaus der Verein Bremer Volkshochschulen gegründet und beschlossen, eine VHS einzurichten. In Bremen waren die Gründer u. a. der konservative Pädagoge Alfred Schmidtmeyer, der Pädagoge und spätere Oberschulrat Gustav Dehning, der Lehrer Richard von Hoff sowie weitere Lehrer, Redakteure und Künstler (wie Ernst Müller-Scheessel). Der Historiker Schwarzwälder erwähnte: „Unüberhörbar waren völkische und nationale Töne“. 1933 hatte die VHS 35 Mitarbeiter. 1935 löste der Bremer Bildungssenator von Hoff (NSDAP) den Verein auf. Danach wurden die Aufgaben vom Kreisschulungsamt der NSDAP übernommen. 1941 wurde die Volksbildungsstätte Bremen gegründet, die Hinrich Knittermeyer (NSDAP) bis 1945 leitete.
Im Oktober 1946 entstand auf Weisung der amerikanischen Militärregierung eine öffentliche Jugendvolkshochschule in Bremen. In November 1946 wurde eine Zweigstelle in Bremen-Nord eingerichtet. Daraus entwickelte sich die Bremer Volkshochschule. 1952 entstand dazu das Referat beim Senator für Bildung Willy Dehnkamp (SPD). Mit der Einrichtung von Bremer Bürgerhäusern entstanden seit den 1970er Jahren auch Außenstellen der VHS in verschiedenen Stadtteilen. 1999 erhielt die VHS die Rechtsstellung eines städtischen Eigenbetriebes in Bremen. Seit 2007 ist die VHS im Bamberger-Haus ansässig. Seit 2015 besteht das VHS-Sprachenzentrum.

## Bildungsangebote
Die Zielsetzung der VHS ist im Bremer Weiterbildungsgesetz (BremVHSOG § 2 Abs. 1) geregelt mit „einem öffentlichen, allgemein zugänglichen zentralen und dezentralen Bildungsangebot“.
Auf 300 Seiten stellte die VHS Bremen 2017 rund 2500 Veranstaltungen vor.
Die VHS bietet Angebote für Kinder und Jugendliche, Eltern und Familien, Ältere, Frauen, Firmen und Lehrende.

Sie bietet diverse Kurse in den Bereichen Gesellschaft, Politik und Kultur, Sprachen, Arbeit und Beruf, EDV und Informatik, Umwelt, Gesundheit, Bewegung und Entspannung sowie Essen und Trinken an.
Kinder und Jugendliche erhalten Ferien- und Nachhilfeangebote. Für Familien werden pädagogische Themen zur Erziehung behandelt. Lernen im Alter findet eine vertiefte Beachtung. Für Frauen, die mit anderen Frauen und von Dozentinnen lernen wollen, gibt es Programme. Auch für Firmen werde spezifische Angebote eingerichtet. Neue Kursusleiter werden vorbereitet und alle Lehrenden können Kurse belegen zu methodischen und fachspezifischen Themen.

## Organisation
Die VHS ist im Geschäftsbereich des Senators für Kultur. Aufsichtsorgan ist ein Betriebsausschuss der Stadtbürgerschaft, dem neben Mitgliedern der Bremischen Bürgerschaft auch Vertreter der Beschäftigten angehören.
84 Mitarbeiter und 940 Kursleitende aus über 40 Nationen wirken an neun Standorten. Jährlich nehmen rund 54.000 Teilnehmer an ca. 4000 Veranstaltungen teil (um 2017).

Die VHS finanziert sich zu 56 % aus Erlösen und zu 44 % aus öffentlichen Zuschüssen (um 2014).
Die Pädagogische Konferenz ist eine Koordinierungsstelle zwischen den Fachbereichen, Zweigstellen, Direktorin und den zentralen Diensten und dient der Sicherung der Qualität.

Ein Kursleiterrat wird für zwei Jahre gewählt.

Die VHS ist in zahlreiche Netzwerke eingebunden und realisiert mit ihren Partnern gemeinsame Angebote und Projekte. Sie kooperiert mit um die 120 Einrichtungen.

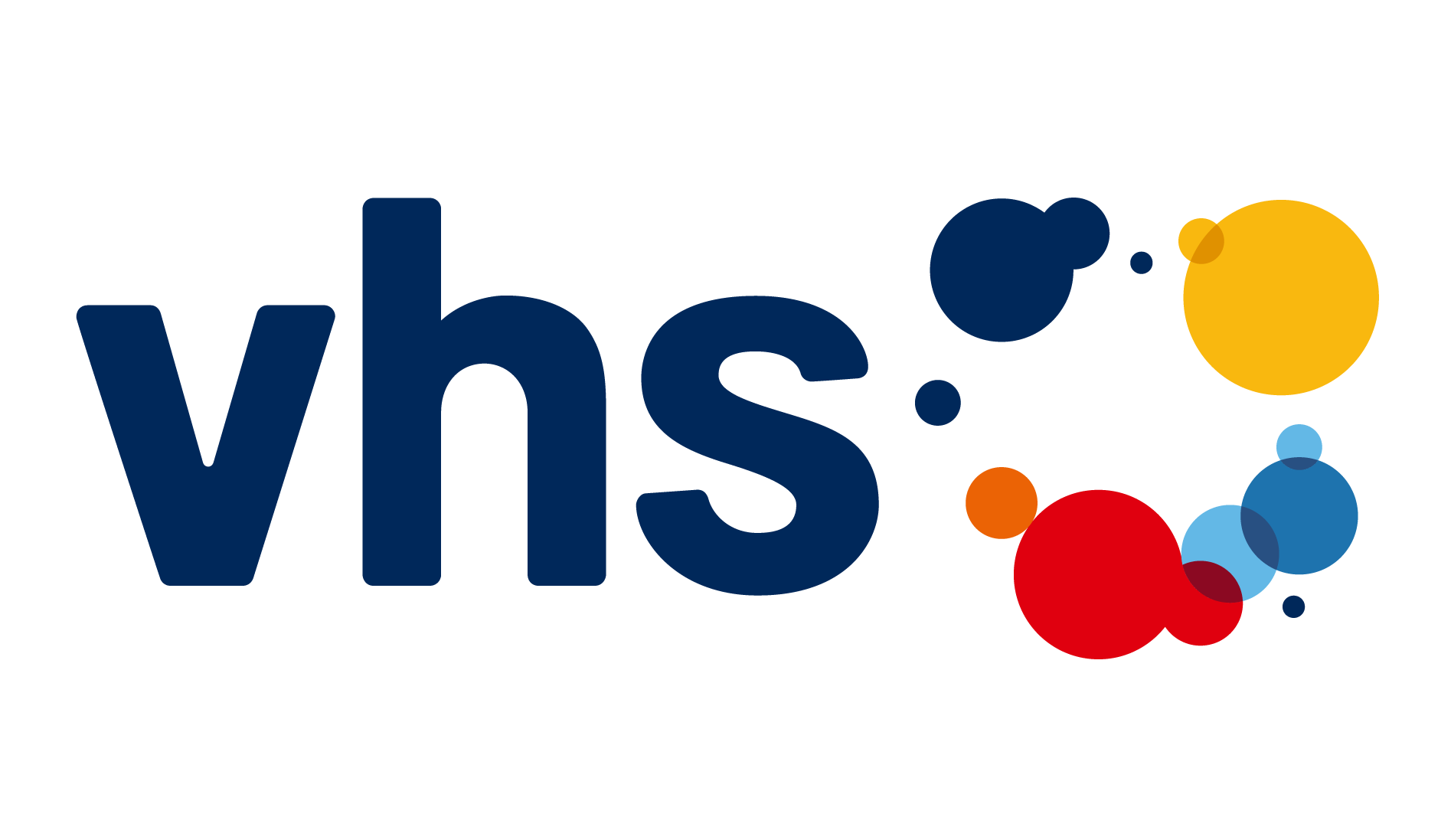
Logo des Deutschen Volkshochschul-Verbandes

Mitgliedschaft in Organisationen und Initiativen bestehen zum Deutschen Volkshochschul-Verband, Arbeit und Leben Bremen des Deutschen Gewerkschaftsbunds, bremen digital media, Bremer Sprachenrat, Bundesverband Alphabetisierung und Grundbildung, City Initiative Bremen Werbung, Interessengemeinschaft Medienmeile Bremen, Kultur vor Ort, Landesvereinigung für Gesundheit Bremen, Standortgemeinschaft Stephani und Verbund arbeitsmarktpolitischer Dienstleister in Bremen.
Direktor der VHS ist ab 1. Oktober 2021 Ralf Perplie als Nachfolger von Sabina Schoefer.

## Standorte
Die VHS ist an den Standorten

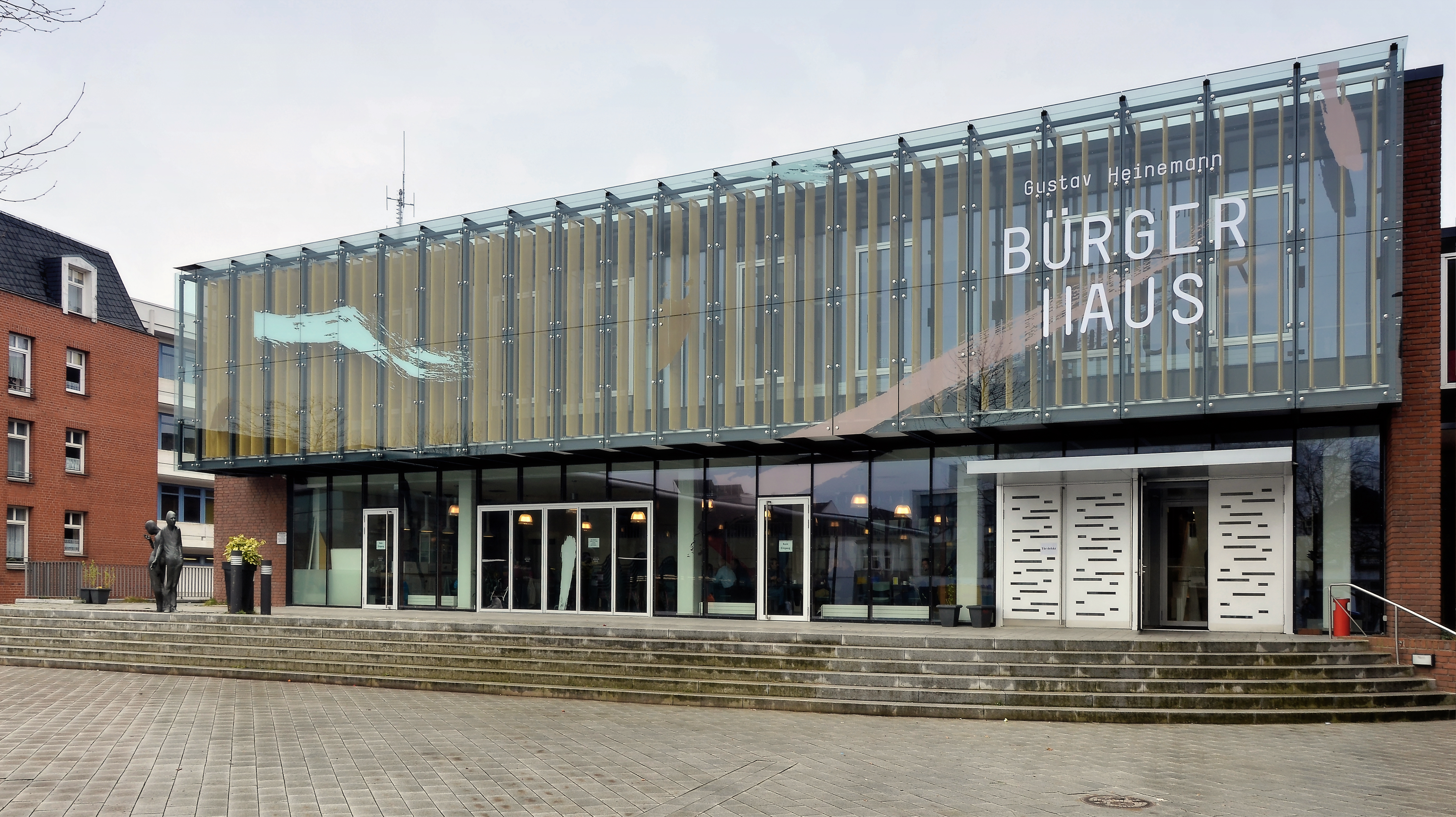
Gustav-Heinemann-Bürgerhaus, Vegesack

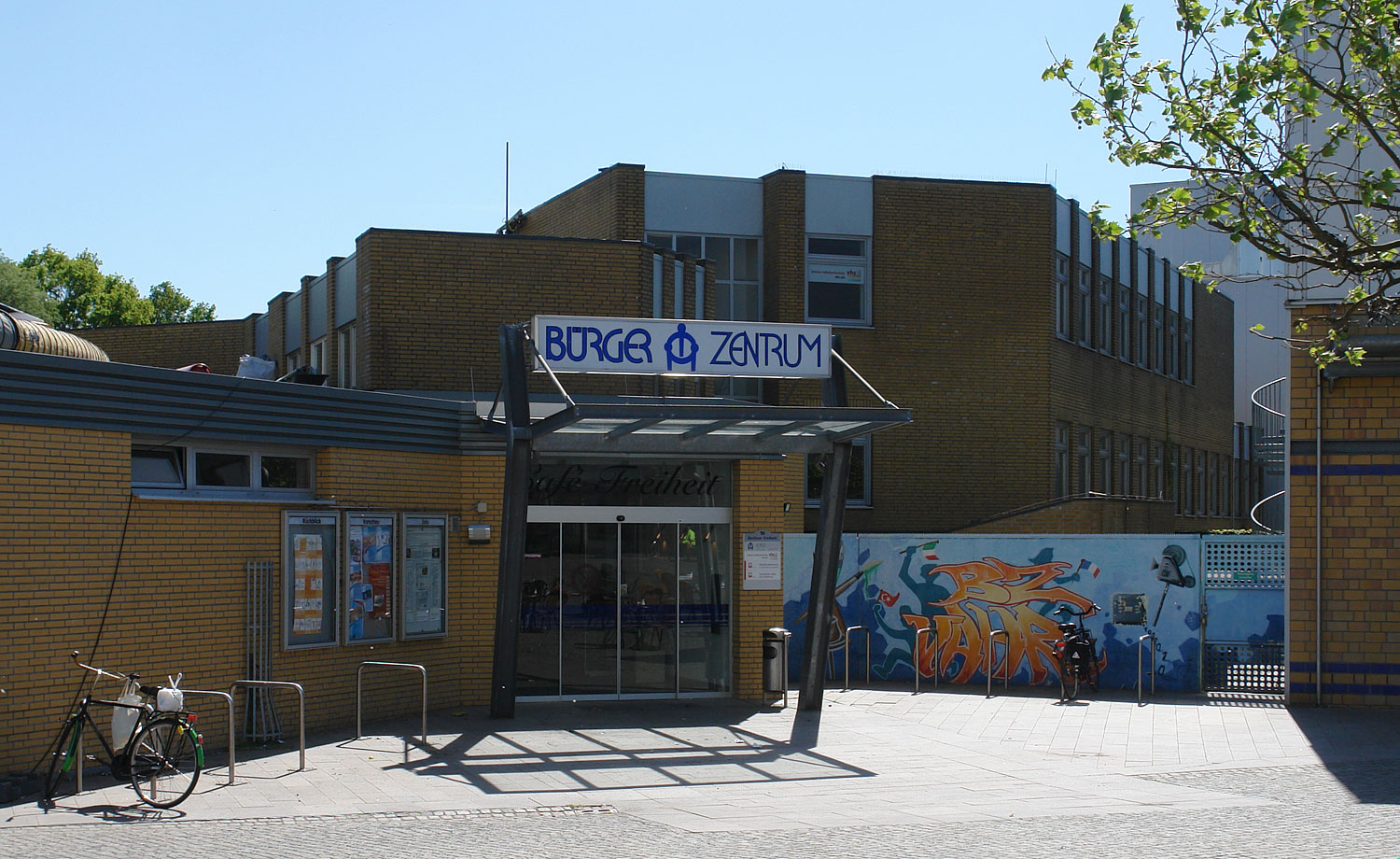
Bürgerzentrum Vahr

- VHS - Zentrale im Bamberger in Bremen-Mitte, Faulenstraße 69
- VHS - Regionalstelle Nord im Gustav-Heinemann-Bürgerhaus in Vegesack, Kirchheide 49/Sedanplatz
- VHS - Regionalstelle Ost in der Vahr im Bürgerzentrum Neue Vahr, Berliner Freiheit 10
- VHS - Regionalstelle Süd in Kattenturm, Theodor-Billroth-Straße 5
- VHS - Regionalstelle West in Gröpelingen, Gröpelinger Heerstraße 226
- VHS im Alten Fundamt in der Östlichen Vorstadt, Auf der Kuhlen 1A neben dem Haus im Viertel
- VHS in der Plantage 13 in Findorff
- VHS - Sprachenzentrum in Bremen - Mitte, Faulenstraße 67 neben dem Bamberger-Haus
- VHS am Bremer Hauptbahnhof, Breitenweg 2 mit Schwerpunkt IT und Beruf